# Granița militară croată

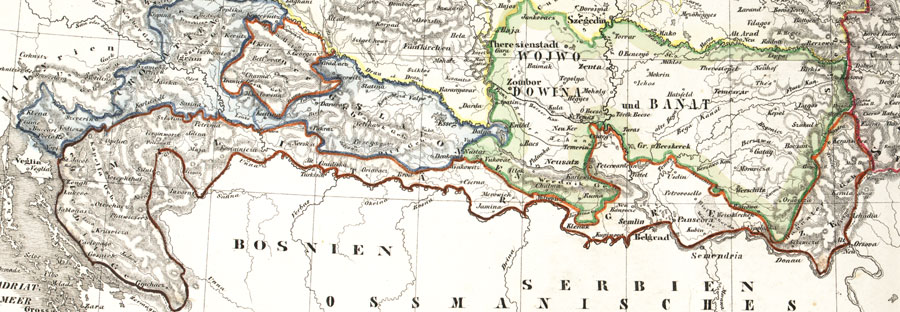
Granița militară (marcată cu maro)

Granița militară croată (în germană Kroatische Militärgrenze, în croată Hrvatska Vojna krajina) este o regiune care, în timpul uniunii personale a Regatului Croației cu Regatul Ungariei, a fost constituită în 1583 ca parte a graniței militare, la inițiativa lui Ferdinand I, de-a lungul graniței Monarhiei Habsburgice cu Imperiul Otoman.
A existat în diverse forme până în 1882, când teritoriul a fost încorporat în Regatul Croației și Slavoniei.

## Geografie
Această parte a graniței militare cuprinde regiunile istorice Lika, Kordun și Banija (Banovina) și se învecina la nivelul Mării Adriatice cu Republica Venețiană în sud, cu restul Croației habsburgice în vest și cu Imperiul Otoman în est.
Se învecina și cu Granița Militară Slavonă aproape de vărsarea râului Una în Sava. Precum restul graniței militare, granița militară croată a existat până la sfârșitul secolului al XIX-lea ca entitate politică.

## Împărțire și regimente
Granița militară croată era compusă din trei părți: din ținutul de graniță al Varaždinului (Bilogora și Podravina), din ținutul de graniță al Karlovacului (Lika și Kordun) și ținutul de graniță al Zagrebului (Banija/Banovina).
- Ținutul de graniță al Karlovac-ului (Karlovac)
  - I. Likaner Regiment (Lika) (din 1769: Nr. 60)
  - II. Ottochaner Regiment (Otočac) (Nr. 61)
  - III. Oguliner Regiment (Ogulin) (Nr. 62)
  - IV. Szluiner Regiment (Slunj) (Nr. 63)
- Ținutul de graniță al Varaždin-ului (Varaždin)
  - V. Kreutzer Regiment (Križevci) (No. 64)
  - VI. St. Georger Regiment (Đurđevac) (No. 65)
- Ținutul de graniță al Zagreb-ului (Banovina) 
  - X. Erstes Banater Regiment (No. 69)
  - XI. Zweites Banater Regiment (No. 70)